# 金姈愛
金姈愛（1951年4月21日—2017年4月9日），韓國女演員。金姈愛為韓國資深演員，以溫柔婉約姿態與自我執著個性在戲劇中受矚目，尤其在電視劇《黃真伊》中展現自己深厚的演技，詮釋妓生神韻達到巔峰。此外，她副業經營化妝品公司。

## 生平
金姈愛生於1951年4月21日在慶尚南道釜山市影島區瀛仙洞中出生。金姈愛於70年代開始了她的演藝生涯。1971年，她透過MBC電視台第三期公開招募加入演藝圈。她首部演出的電視劇裡，當時她扮演一位女警員，得到不少觀眾讚賞之餘，她也因而擴闊自己的工作性質至電影上，並在70－80年代間拍攝多部電影。
1990年代以後，金姈愛已踏入40歲的年紀。因此，她飾演的角色也慢慢轉變，由擔正作為女主角陸續退為飾演男女主角的媽媽角色，亦因此被譽為「國民媽媽」。
2012年，金姈愛發現自己患上胰腺癌。她在拍攝《擁抱太陽的月亮》後，接受胰腺癌的治療，並接受9小時的手術移除癌細胞，當時病情受控。
2013年，金姈愛參演大熱電影《正義辯護人》。當時，金姈愛飾演一位在釜山經營一間家庭式豬肉湯飯店的老闆，曾經為宋康昊飾演的宋佑碩律師，有過「一飯之情」。後來，她的兒子因被軍事獨裁政權冠以「親北韓」的叛逆傾向，屈打成招迫他認罪。為了拯救自己於冤獄之中，金姈愛演活出一位疼愛兒子無比的慈母，在無助的環境下多番向宋律師求助，最終以真誠打動對方。正因為在電影中的表現出精湛演技，她亦因而獲得了第35屆青龍電影獎的「最佳女配角」殊榮。
2016年8月，在接拍《月桂樹西裝店的紳士們》後，金姈愛的胰腺癌復發。她為了不辭演而帶給劇組人員麻煩，堅持在重病下拍攝此劇。同劇演員車仁杓憶述，她曾經在拍戲初期和其他演員閒聊，求上帝讓她活到拍完50集為止，不要拖累劇組和其他演員。她在《月桂樹》拍攝期間，病情已令她只靠打止痛劑苦撐著，為了不讓藥效副作用影響演技，在正式拍攝時甚至不打止痛藥，全靠意志力拍完。2017年2月，基於收視良好，《月桂樹》決定延長四集至54集，但金姈愛基於病情每況愈下的情況下不能再繼續拍攝，而在50集的最後拍攝後向工作人員道別，這時她已虛弱得需要別人攙扶。
2017年4月9日早上10時58分，她因胰腺癌於首爾西大門區延世大學醫療院辭世，享年65歲。她在面對死亡時表現豁達，例如親自挑選遺照及挑選壽衣等。她對於能打理好自己的後事感到「很輕鬆」，很開心能將所有事情提前安排好。在2017年5月4日凌晨一時（KST）直播的第53屆百想藝術大賞揭曉金姈愛女士榮獲該屆的功勞賞，以紀念她47年來在韓國演藝界的貢獻。在介紹金姈愛女士的短片結尾，引用了金姈愛女士曾經說過：「如果我有下一世的話，我也要做演員。」獎項由她的兒子上台代領。

### 紅土面膜事件
2002年，金姈愛的化妝品公司推出一款營收高達1700億韓元的熱賣紅土面膜，成功令她名利雙收。但是，當時的KBS製作人李永敦在節目中指控面膜有故意添加的重金屬，會對使用者造成健康影響。節目播出後，韓國市民隨即感到恐慌，更出現叫她退款和負責的風潮。最後，她的化妝品公司因此倒閉，更陷入負上千億韓元債務的痛苦之下，其身體狀況亦從此走下坡。金姈愛不服面膜被李永敦指控，自行將面膜送到國家單位檢驗、結果發現並沒有人為的添加重金屬，只有少數對人體沒有傷害的天然成份。但是，當時的社會已不在意事件的真相。事後，金姈愛初次控告李永敦後，成功獲判賠償，但李永敦上訴後獲判無罪，事件就此不了了之。
當金姈愛逝世後，韓國出現要求李永敦向金姈愛謝罪的訴求。2019年7月，他召開記者會向金姈愛道歉，並指自己面對龐大壓力下，沒有勇氣到金姈愛的靈堂弔唁，同時表示對揭發社會黑幕的節目出現錯誤指控的情況感到痛苦。但是，該道歉被網民視為李永敦接受食品事業投資，用作洗刷形象的道歉行動，其目的並非真誠。

## 演出作品

### 電視劇

#### 1970年代
- 1971年：MBC《搜查班長（朝鲜语：수사반장）》飾演 警官
- 1973年：MBC《閔妃（朝鲜语：민비 (드라마)）》飾演 閔妃
- 1974年：MBC《江南家族（朝鲜语：강남가족）》飾演 第二個女兒安妮
- 1978年：MBC《待售的幸福（朝鲜语：행복을 팝니다）》
- 1978年：MBC《青春陷阱（朝鲜语：청춘의 덫 (1978년 드라마)）》飾演 盧英珠
- 1979年：MBC《媽媽，爸爸，好啊！（朝鲜语：엄마 아빠 좋아）》
- 1979年：MBC《不倒翁陣容（朝鲜语：오똑이분대）》飾演 金孝雪
- 1979年：MBC《山與江河（朝鲜语：산이 되고 강이 되고）》

#### 1980年代
- 1980年：MBC《義親王（朝鲜语：의친왕 (드라마)）》飾演 閔妃（明成皇后）
- 1980年：MBC《青年的肖像（朝鲜语：청춘의 초상）》
- 1981年：MBC《奈拉家（朝鲜语：나리집）》
- 1981年：MBC《漢江》
- 1981年：MBC《讓愛（朝鲜语：사랑합시다）》
- 1981年：MBC《擁抱（朝鲜语：포옹 (1981년 드라마)）》
- 1981年：MBC《夜曲（朝鲜语：야상곡 (드라마)）》
- 1981年：MBC《李心的悲戀記（朝鲜语：이심의 비련기）》飾演 李心
- 1982年：KBS2《三姐妹（朝鲜语：세자매 (KBS드라마)）》
- 1982年：KBS1《風雲（朝鲜语：풍운）》飾演 明成皇后
- 1983年：MBC《你的肖像（朝鲜语：당신의 초상）》
- 1983年：MBC《冬日向日葵（朝鲜语：겨울 해바라기）》
- 1983年：KBS2《解冰（朝鲜语：해빙 (KBS 드라마)）》
- 1983年：MBC《朝鮮王朝五百年－樹大根深（朝鲜语：뿌리깊은 나무 (1983년 드라마)）》飾演 昭憲王后
- 1985年：MBC《媽媽的房（朝鲜语：엄마의 방）》
- 1986年：KBS1《娜特莉亞（朝鲜语：나타리아）》飾演 間諜娜特莉亞
- 1987年：MBC《人生畫報（朝鲜语：인생화보 (MBC 드라마)）》
- 1987年：KBS2《相愛的開始（朝鲜语：사랑의 시작）》飾演 柳善珠
- 1987年：KBS2《母女情深（朝鲜语：애정의 조건）》
- 1988年：KBS2《第七屆病房（朝鲜语：제7병동）》
- 1988年：KBS2《十三歲的春天（朝鲜语：13세의 봄）》
- 1988年：KBS2《順心（朝鲜语：순심이）》
- 1989年：KBS1《日出（朝鲜语：일출 (드라마)）》
- 1989年：KBS2《黃龍家庭（朝鲜语：왕룽일가）》

#### 1990年代
- 1990年：KBS2《銅環（朝鲜语：구리 반지）》飾演 福日
- 1990年：KBS2《冰點（朝鲜语：빙점 (1990년 드라마)）》飾演 徐慧妍
- 1990年：KBS2《劍生之月（朝鲜语：검생이의 달）》飾演 巫師
- 1990年：KBS2《我們愛罪人（朝鲜语：우리가 사랑하는 죄인）》
- 1991年：MBC《喜鵲媳婦（朝鲜语：까치 며느리）》
- 1991年：KBS2《沉默的土地（朝鲜语：침묵의 땅）》
- 1991年：KBS2《瀝青 我的家鄉（朝鲜语：아스팔트 내 고향）》飾演 基珠
- 1991年：KBS1《舊日的黃金草（朝鲜语：옛날의 금잔디）》飾演 鄭美
- 1992年：KBS2《愛村裡的人（朝鲜语：사랑 마을 사람들）》
- 1992年：KBS1《時間和眼淚（朝鲜语：시간과 눈물）》
- 1992年：KBS2《為了愛（朝鲜语：시간과 눈물）》飾演 秀婉的母親（特別出演）
- 1992年：SBS《秋天的女人（朝鲜语：가을 여자）》飾演 鄭妍熙
- 1993年：KBS2《倖存的悲傷（朝鲜语：살아남은 자의 슬픔）》
- 1993年：KBS2《白色迷宮（朝鲜语：백색 미로）》
- 1993年：MBC《沒有你幸福嗎（朝鲜语：당신 없는 행복이란）》飾演 惠善
- 1994年：SBS《相愛的香氣（朝鲜语：사랑의 향기）》飾演 明熙
- 1994年：KBS2《冬季桃花里（朝鲜语：겨울 도화리）》
- 1995年：SBS《沙漏》飾演 太秀的母親
- 1995年：SBS《張禧嬪》飾演 莊烈王后趙氏
- 1996年：KBS1《爸爸（朝鲜语：아버지 (KBS電視劇)）》
- 1996年：SBS《父子有親（朝鲜语：부자유친）》飾演 金靜子
- 1996年：KBS2《顏色（朝鲜语：컬러 (드라마)）》飾演 秀慧
- 1996年：KBS2《報告長官（朝鲜语：신고합니다）》飾演 上校夫人
- 1996年：KBS1《直到我們能相戀（朝鲜语：사랑할때까지）》飾演 秀蘭
- 1996年：SBS《兄弟的河（朝鲜语：형제의 강）》飾演 李順禮
- 1996年：MBC《如果你愛（朝鲜语：사랑한다면）》飾演 薛玉順
- 1997年：SBS《美麗的臉（朝鲜语：아름다운 얼굴）》
- 1997年：SBS《女人（朝鲜语：여자 (드라마)）》飾演 基南的母親
- 1997年：SBS《超越地平線（朝鲜语：지평선 너머）》飾演 徐富容
- 1997年：SBS《只是你（朝鲜语：당신 뿐인데）》飾演 洋子
- 1997年：KBS2《婚紗（朝鲜语：웨딩드레스 (드라마)）》飾演 申靜子
- 1998年：KBS1《請找爸爸（朝鲜语：아빠를 찾아주세요）》
- 1998年：KBS2《野望的傳說》飾演 申玉珠
- 1998年：KBS2《乞力馬扎羅山的豹（朝鲜语：킬리만자로의 표범）》
- 1998年：SBS《白夜 3.98（朝鲜语：백야 3.98）》飾演 洪英淑
- 1998年：KBS2《我愛你對不起（朝鲜语：사랑해서 미안해）》飾演 柳成熙
- 1998年：SBS《擁抱（朝鲜语：포옹 (1998년 드라마)）》
- 1999年：SBS《7日的新娘（朝鲜语：7인의 신부）》飾演 韓雅莉
- 1999年：MBC《我們真的愛過嗎（朝鲜语：우리가 정말 사랑했을까）》飾演 在浩的姨母
- 1999年：SBS《波濤（朝鲜语：파도 (드라마)）》飾演 英俊、英盧的媽媽
- 1999年：KBS2《請相愛（朝鲜语：사랑하세요?）》飾演 吳明珠

#### 2000年代
- 2000年：KBS2《回望憤怒的臉（朝鲜语：성난 얼굴로 돌아보라）》飾演 東勳的婆婆
- 2000年：SBS《女子萬歲（朝鲜语：여자만세 (2000년 드라마)）》飾演 大英的媽媽
- 2000年：MBC《愛情有什麼道理（朝鲜语：사랑은 아무나 하나 (2000년 드라마)）》飾演 尹福心
- 2000年：KBS1《蒲公英（朝鲜语：민들레 (드라마)）》飾演 姜海順
- 2000年：MBC《她比花還漂亮（朝鲜语：꽃보다 아름다운 그녀）》飾演 俊英的媽媽
- 2001年：SBS《神話》
- 2001年：KBS1《我們是男人（朝鲜语：우리가 남인가요）》飾演 李子慶
- 2001年：KBS2《女子是什麼?（朝鲜语：여자는 왜?）》
- 2002年：SBS《情敵（朝鲜语：라이벌 (드라마)）》飾演 洪珠京
- 2002年：KBS2《張禧嬪》飾演 明聖王后金氏
- 2002年：MBC《愛情或麵包（朝鲜语：맹가네 전성시대）》飾演 母池花子
- 2003年：MBC《情書》飾演 林璟恩
- 2003年：KBS2《媽媽向前衝（朝鲜语：달려라 울엄마）》飾演 金姈愛
- 2004年：KBS2《老處女日記（朝鲜语：올드 미스 다이어리）》飾演 金宥貞（特別出演）
- 2006年：KBS2《黃真伊》飾演 松都教坊行首任白舞
- 2007年：SBS《我男人的女人》飾演 華英母
- 2007年：KBS2《漢城別曲-正》

#### 2010年代
- 2010年：SBS《雅典娜：戰爭女神》飾演 崔真熙
- 2011年：MBC《Royal Family》飾演 孔順好
- 2012年：MBC《擁抱太陽的月亮》飾演 大王大妃 尹氏
- 2012年：SBS《我的愛蝴蝶夫人》飾演 李貞愛
- 2013年：網路劇《放學後福不福》（客串）
- 2013年：MBC《Medical Top Team》飾演 申惠秀
- 2014年：tvN《詐欺遊戲》飾演 佑鎮母（特別演出）
- 2014年：SBS《美女的誕生》飾演 高順彤
- 2015年：MBC《Kill Me Heal Me》飾演 徐泰林
- 2016年：JTBC《魔女寶鑑》飾演 大妃尹氏
- 2016年：SBS《Doctors》飾演 姜末順（特別出演）
- 2016年：KBS2《月桂樹西裝店的紳士們》飾演 崔谷知

### 電影

#### 2000年代
- 2002年：《海盜，成為Disco的王（朝鲜语：해적, 디스코왕 되다）》飾演 海盜母
- 2003年：《星（朝鲜语：별 (2003년 영화)）》飾演 盧醫生夫人
- 2003年：《英語完全征服》飾演 英珠母
- 2009年：《愛子（朝鲜语：애자 (영화)）》飾演 崔英熙

#### 2010年代
- 2011年：《雅典娜：The Movie（朝鲜语：아테나: 더 무비）》飾演 崔貞姬
- 2012年：《殺人告白》飾演 韓智秀
- 2013年：《正義辯護人》飾演 崔順愛
- 2014年：《他不冏，他是我兄弟》飾演 勝慈
- 2014年：《暈眩症（朝鲜语：현기증 (2014년 영화)）》飾演 順林
- 2014年：《失業女王聯盟》飾演 姜順禮
- 2015年：《許三觀》飾演 桂花母
- 2016年：《特別搜查：死刑犯的信（朝鲜语：특별수사: 사형수의 편지）》飾演 夫人
- 2016年：《仁川登陸戰》飾演 羅貞君
- 2016年：《復活》
- 2016年:《潘多拉》

## 獎項

### 電影及電視大獎
- 1971年：第7屆百想藝術大獎－演劇部門 女子新人演技獎
- 1974年：第10屆百想藝術大獎－電視部門 女子新人演技獎
- 1982年：第18屆百想藝術大獎－電視部門 女子最優秀演技獎
- 1982年：第18屆百想藝術大獎－電視部門 女子最優秀演技獎
- 1997年：第33屆百想藝術大獎－電視部門 女子最優秀演技獎
- 2000年：第27屆韓國放送大獎－電視演員獎
- 2000年：第36屆百想藝術大獎－電視部門 女子最優秀演技獎
- 2009年：第46屆大鐘獎－女子配角獎
- 2010年：第7屆Max Movie最佳電影獎（朝鲜语：맥스무비 최고의 영화상）－最佳女子配角獎
- 2014年：第9屆Max Movie最佳電影獎（朝鲜语：맥스무비 최고의 영화상）－最佳女子配角獎
- 2014年：第23屆釜日電影獎－女子配角獎
- 2014年：第51屆大鐘獎－女子配角獎
- 2014年：第35屆青龍電影獎－女子配角獎
- 2015年：第8屆韓國電視劇節－功勞獎
- 2017年：第53屆百想藝術大獎－功勞獎
- 2017年：第44屆韓國放送大獎－功勞獎
- 2017年：第54屆大鐘獎－特別獎
- 2017年：大韓民國保管文化勳章（三等級）

### 電視台演技大獎
- 1974年：第1屆MBC演技大獎－優秀演技獎
- 1987年：第1屆KBS演技大獎－女子最優秀演技獎
- 1989年：第3屆KBS演技大獎－女子最優秀演技獎
- 1996年：第10屆KBS演技大獎－女子最優秀演技獎
- 1999年：第6屆SBS演技大獎－女子最優秀演技獎
- 2000年：第7屆SBS演技大獎－大明星獎
- 2011年：第38屆MBC演技大獎－特別獎
- 2017年：第31屆KBS演技大獎－功勞獎

## 外部連結
- NAVER （页面存档备份，存于）